# Веерохвостки (род)
Веерохвостки (лат. Rhipidura) — род воробьиных птиц из семейства веерохвостковых (Rhipiduridae).
Большинство видов длиной от 15 до 18 см, специализируются на ловле летающих насекомых.

## Описание

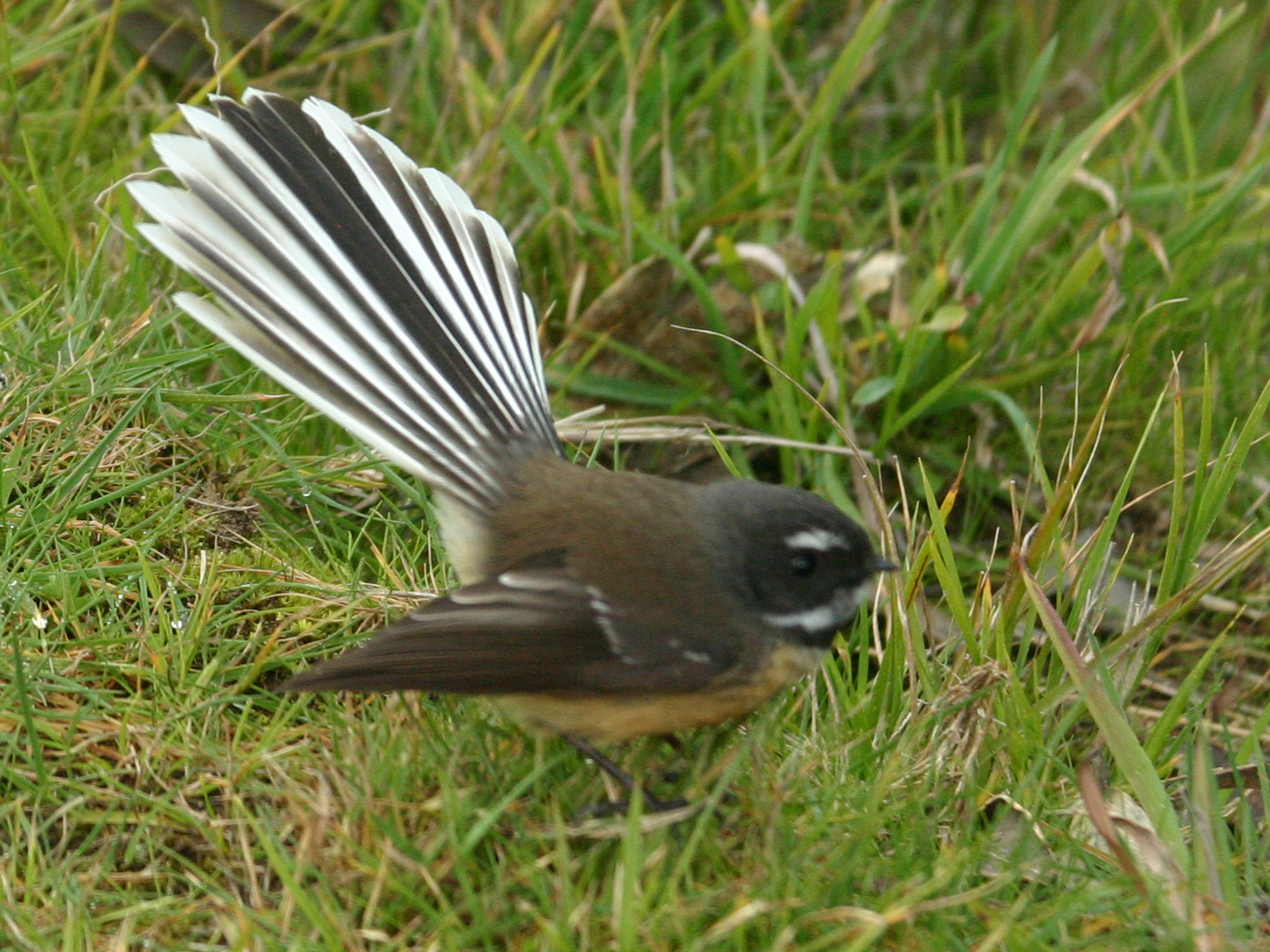
Веерообразный хвост при демонстрационном поведении, давший название всему семейству

Веерохвостки — небольшие птицы размером 11,5-21 см (длина тела) с длинными хвостами. У некоторых видов хвост длиннее тела и у большинства хвост длиннее крыла. Хвост — закругленный в сложенном состоянии, но в расправленном (при демонстрационном поведении, или при охоте с воздуха) — имеет характерную форму веера, которая и дала название всему семейству.
Обычная поза веерохвосток: тело горизонтально и несколько нахохленло, крылья опущены и отведены от тела, а хвост наполовину приподнят. Есть и некоторые исключения — в частности, обитающая в Новой Гвинее веерохвостка-вдовушка (лат. R. rufiventris) и веерохвостка Кокерелла (лат. R. cockerelli) c Соломоновых островов; у них положение тела более выпрямлено и напоминает позу монархов.
Крылья веерохвосток сужены к вершинам — скорость при такой форме принесена в жертву ловкости и эффективности при охоте на насекомых. При этом веерохвостки — хорошие летуны, и некоторые виды могут совершать длительные миграции. Но есть и менее приспособленные к полёту виды, обитающие в зарослях и способные только на небольшие перелёты: Пятнистогрудая веерохвостка (лат. R. maculipectus), Белогрудая веерохвостка (лат. R. leucothorax), Пестрогрудая веерохвостка (лат. R. threnothorax).
Плоские треугольные клювы веерохвосток типичны для птиц, питающихся летающими насекомыми. Длинные (часто равные по длине клюву) вибриссы расположены в два ряда. У большинства видов клювы довольно слабые, что ограничивает их питание более мягкими насекомыми.
Оперение большинства видов довольно изменчиво, но относительно однородного окраса с какими-нибудь отметинами. У некоторых видов, например у веерохвостки Реннелла (лат. R. rennelliana), оперение однородно, в то время как у других встречаются заметные, хотя и темные узоры. Цвета большинства видов — серые, черные, белые и коричневые, хотя у некоторых бывают и желтые или даже ярко-синие перья. Половой диморфизм в оперении у большинства видов отсутствует; заметным исключением является чёрная веерохвостка (лат. R. atra) из Новой Гвинеи, у которой оперение самца полностью черное, а самки — почти полностью рыжее. У некоторых видов, таких как обитающая в Новой Зеландия серой веерохвостки (лат. R. fuliginosa), существуют две цветовые формы: обычная пестрая и более редкая чёрная. (которая наиболее распространена на острове Южном.

## Распространение и места обитания

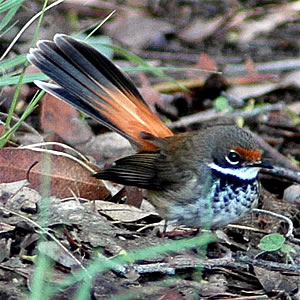
Популяция краснолобой веерохвостки (Rhipidura rufifrons) совершает ежегодную миграцию c юго-востока Австралии в северный Квинсленд и Новую Гвинею

Главная область распространения веерохвосток — южная часть Тихого океана. Их родина — Австралия. Отсюда они распространилась от Самоа до северной Индии. На юге ареал Rhipidura albiscapa простирается до Снэрса — группы необитаемых островов, расположенных южнее Новой Зеландии и острова Стьюарт.
На востоке имеется несколько эндемичных форм веерохвосток в западной Полинезии. Большое число видов обитают в Индонезии, на Филиппинах и в Юго-Восточной Азии, часть видов достигает Южного Китая, Индии и Гималаев. Часть видов распространены достаточно широко, например чёрно-белая веерохвостка (лат. R. leucophrys), R. albiscapa, белошейная веерохвостка (лат. R. albicollis) и веерохвостка-вдовушка (лат. Rhipidura rufiventris). У других может быть очень ограниченный ареал, вплоть до некоторых островных видов, обитание которых может быть ограничено одним островом.
Черногрудая веерохвостка (лат. R. matthiae) встречается на единственном острове архипелага Бисмарка, а Кандавуская веерохвостка (лат. R. personata) имеет такое же ограниченное распространение в группе островов Кадаву на Фиджи.
Три подвида серой веерохвостки (лат. R. fuliginosa) являются эндемиками Новой Зеландии. Белолобая веерохвостка (лат. R. aureola) распространена в Индии, Юго-Восточной Азии и на юге Китая. Родиной краснолобой веерохвостки (лат. R. rufifrons) и чёрно-белой веерохвостки (лат. R. leucophrys) является Австралия. Чёрно-белая веерохвостка — одна из самых крупных в мире (длина тела 23 см) и охотится не только на летающих насекомых, но также на добычу на земле.
Большинство веерохвосток, особенно тропические или островные формы, ведут оседлый образ жизни и не совершают миграционных перелётов. Некоторые северные и южные виды мигрируют на небольшие расстояния. Некоторые австралийские веерохвостки совершают сезонные миграции, при этом миграционное поведение очень сильно изменчиво даже в пределах одного вида. Большинство популяций краснолобой веерохвостки практически не проявляют миграционного поведения, но юго-восточная популяция массово перемещается c юго-востока Австралии в северный Квинсленд и Новую Гвинею.

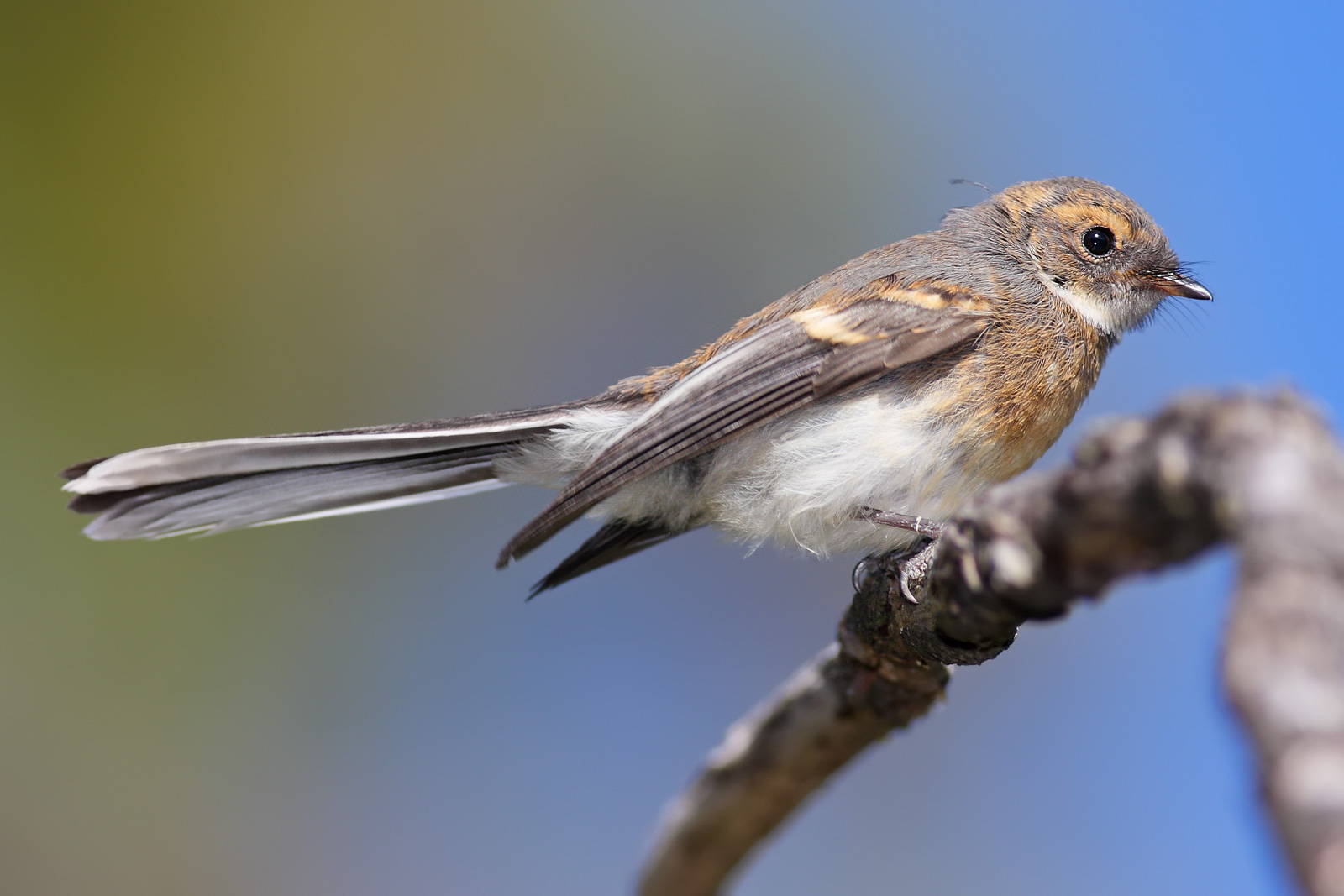
Молодая особь Rhipidura albiscapa

Веерохвостки распространены достаточно широко: от пустынь до мангровых лесов, а также в сильно измененных сельскохозяйственных и городских биотопах. Но большинство видов обитает во влажных тропических лесах. Большинство веерохвосток способны выжить в различных биотопах. Из всех видов наиболее жесткие требования к среде обитания замечены у R. phasiana — они полностью ограничен мангровыми лесами (откуда этот вид и получил свое английское название англ. Mangrove fantail, но и они в отсутствие других веерохвосток могут обитать на расстоянии 3 км от привычного биотопа.
Некоторые из более примитивных видов, как правило, более ограничены первичными тропическими лесами, но большинство других могут выжить и в более измененных лесах. Наиболее адаптируемым видом является Чёрно-белая веерохвостка (лат. R. leucophrys), которая в изобилии встречается в Австралии повсюду, кроме густых тропических лесов.

## Поведение и экология
Поведение многих видов веерохвосток не изучено, но в целом всё семейство достаточно однообразно по своим привычкам, а отдельные наблюдения за представителями менее изученных видов позволяют предположить высокую степень сходства их поведения с более изученными. Веерохвостки — очень активные птицы, а особи некоторых более мелких видов постоянно находятся в движении: даже в сидячем положении они продолжают раскачиваться взад-вперед, поворачиваться на 180°, поводить из стороны в сторону хвостом или распускать его веером. В полете они очень верткие и демонстрируют буквально фигуры высшего пилотажа и петли и при этом используют свой веероподобный хвост, чтобы ловить насекомых на лету.

### Питание и поиск пищи

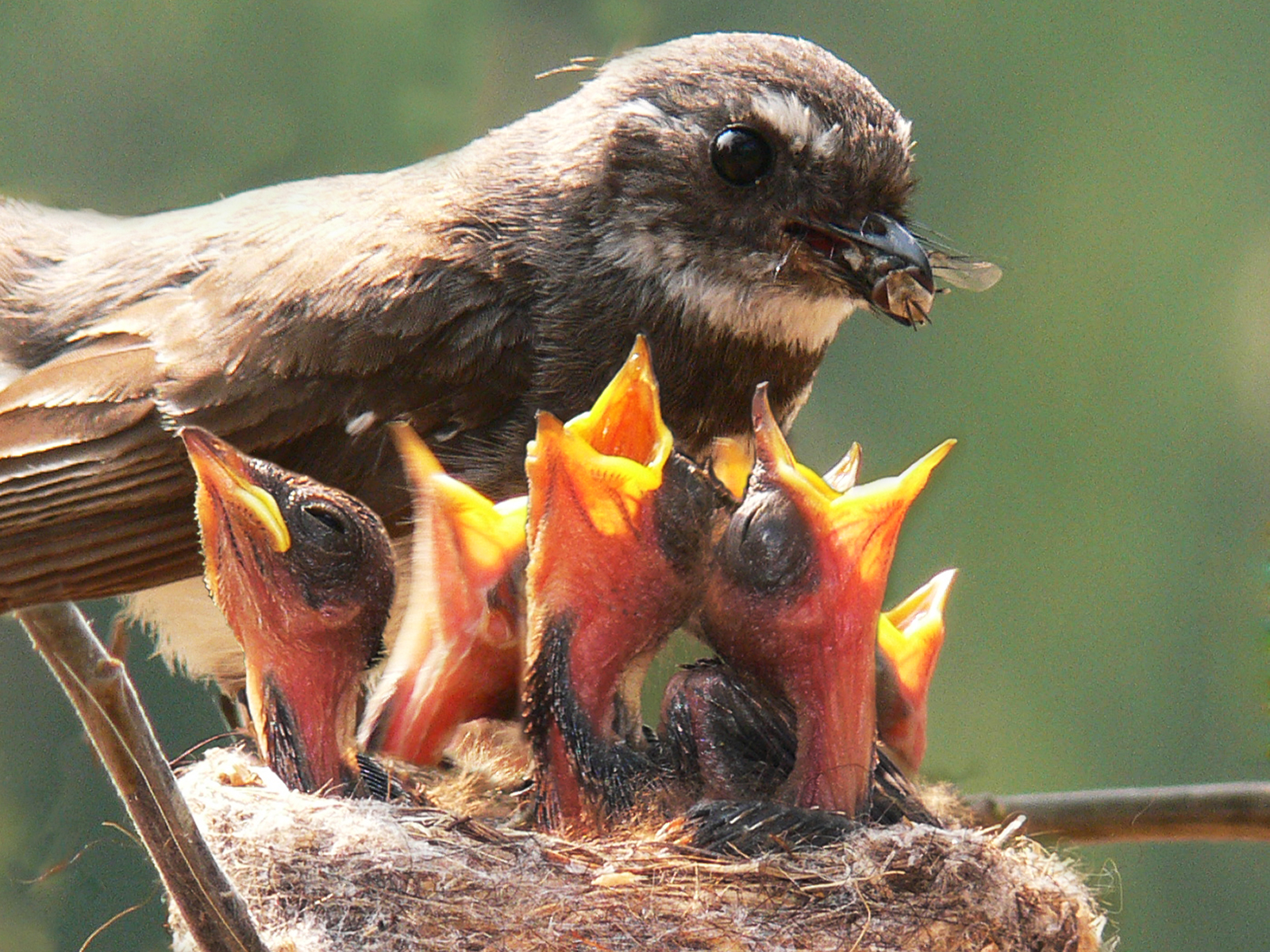
Австралия. Rhipidura albiscapa кормит птенцов насекомыми.

Большую часть рациона веерохвосток составляют мелкие насекомые и беспозвоночные. Крупная чёрно-белая веерохвостка (лат. R. leucophrys) может охотиться и на маленьких сцинковых ящериц, но это исключение. Насекомые-жертвы, как правило, маленькие и с ними легко справляться, но иногда веерохвосткам приходится охотиться на более крупные объекты. В этом случае они могут ударять насекомых о ветки, причем при этом обрываются крылья этих крупных насекомых (например, мотыльков).
При охоте веерохвостки используют два основных метода. Первый известен как «статический поиск». При этом птица, сидя на ветке высматривает воздушную добычу, затем атакует ее, хватает в полёте, после чего возвращается на место, чтобы съесть пойманное и возобновить поиск. Второй используемый метод известен как «прогрессивный поиск»: веерохвостка перемещается по растительности в поисках насекомых; птица собирает их, а её движения при поиске вспугивают затаившуюся добычу, которая также преследуется и поедается. Чёрно-белая веерохвостка (лат. R. leucophrys) демонстрирует наземную версию этой техники, покачивая хвостом из стороны в сторону и совершая быстрые стремительные движения на открытой местности, чтобы спугнуть добычу.
Веерохвостки в поисках добычи часто «кооперируются» с другими животными. Представители некоторых видов садятся на спины быков, используя их как точку обзора, а также пользуясь тем, что крупный рогатый скот вспугивает насекомых. Такое поведение дало веерохвосткам прозвище «компаньон пастуха». Птицы часто ведут себя совершенно бесстрашно рядом с людьми, подходя к ним вплотную, также чтобы поймать разлетающихся насекомых. Кроме того различные виды часто встречаются в смешанных кормящихся стаях, путешествуя с другими мелкими насекомоядными птицами, держась на периферии стаи и хватая отлетающих насекомых.

### Размножение

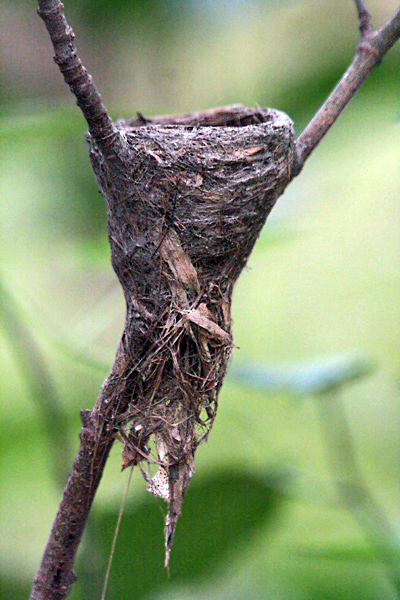
Гнездо белошейной веерохвостки (R. albicollis) c характерным для многих видов этого семейства заострённым «хвостом»

Веерохвостки — территориальные животные и агрессивно защищают свои территории от сородичей (других представителей того же вида), а также других видов и других насекомоядных птиц. В пределах территории самка выбирает место для гнезда, часто поблизости от прошлогоднего. Все обязанности, связанные с выведением потомства: строительство гнезда, высиживание яиц и кормление птенцов,- выполняются и самцом и самкой.
Гнездо, представляющее собой небольшую чашу из стеблей травы, аккуратно связанных вместе паутиной, строится примерно за 10 дней. Многие виды вплетают в основание гнезда вытянутый «хвост»; что, возможно, делает гнездо менее заметным из-за нарушенной формы. Никаких других попыток замаскировать гнездо почти не предпринимается. Но, хотя гнёзда остаются хорошо заметными, веерохвостки агрессивно защищают своих птенцов от потенциальных хищников.
Самки веерохвоски обычно пытаются отвлечь потенциального хищника, притворяясь ранеными и уводя опасность от гнезда. Пока самка притворяется раненой, самец может продолжать атаковать хищника. Несмотря на это, гнездование у веерохвосток в целом не очень успешно.

## Классификация
На июль 2024 года в род включают 61 вид:
- Rhipidura albicollis (Vieillot, 1818) — Белошейная веерохвостка
- Rhipidura albiscapa Gould, 1840
- Rhipidura albiventris (Sharpe, 1877)
- Rhipidura albogularis (R. Lesson, 1831) — Белогорлая веерохвостка
- Rhipidura albolimbata Salvadori, 1874 — Серобрюхая веерохвостка
- Rhipidura atra Salvadori, 1876 — Чёрная веерохвостка
- Rhipidura aureola R. Lesson, 1831 — Белолобая веерохвостка
- Rhipidura brachyrhyncha Schlegel, 1871 — Диморфная веерохвостка
- Rhipidura cockerelli (E. P. Ramsay, 1879) — Веерохвостка Кокерелла
- Rhipidura coultasi Mayr, 1931
- Rhipidura cyaniceps (Cassin, 1855) — Синеголовая веерохвостка
- Rhipidura dahli Reichenow, 1897 — Серогорлая веерохвостка
- Rhipidura dedemi van Oort, 1911 — Серамская веерохвостка
- Rhipidura diluta Wallace, 1864
- Rhipidura drownei Mayr, 1931 — Горная веерохвостка
- Rhipidura dryas Gould, 1843
- Rhipidura euryura S. Müller, 1843 — Коротколапая веерохвостка
- Rhipidura fuliginosa (Sparrman, 1787) — Серая веерохвостка
- Rhipidura fuscorufa Sclater, 1883
- Rhipidura habibiei Rheindt et al., 2020
- Rhipidura hyperythra G. R. Gray, 1858 — Коричневобрюхая веерохвостка
- Rhipidura javanica (Sparrman, 1788) — Ошейниковая веерохвостка
- Rhipidura kordensis Meyer, 1874 — Ранее считался подвидом R. rufiventris
- Rhipidura kubaryi Finsch, 1876
- Rhipidura layardi Salvadori, 1877
- Rhipidura lepida Hartlaub & Finsch, 1868 — Палауская веерохвостка
- Rhipidura leucophrys (Latham, 1801) — Чёрно-белая веерохвостка
- Rhipidura leucothorax Salvadori, 1874 — Белогрудая веерохвостка
- Rhipidura louisiadensis Hartert, EJO, 1899
- Rhipidura maculipectus G. R. Gray, 1858 — Пятнистогрудая веерохвостка
- Rhipidura malaitae Mayr, 1931 — Малаитская веерохвостка
- Rhipidura matthiae Heinroth, 1902 — Черногрудая веерохвостка
- Rhipidura melanolaema Sharpe, 1879
- Rhipidura nebulosa Peale, 1849 — Самоанская веерохвостка
- Rhipidura nigritorquis Vigors, 1831
- Rhipidura nigrocinnamomea Hartert, 1903 — Филиппинская веерохвостка
- Rhipidura ocularis Mayr, 1931
- Rhipidura opistherythra Sclater, 1883 — Рыжеспинная веерохвостка
- Rhipidura perlata S. Müller, 1843 — Жемчужногрудая веерохвостка
- Rhipidura personata E. P. Ramsay, 1875 — Кандавуская веерохвостка

- Rhipidura phasiana De Vis, 1885

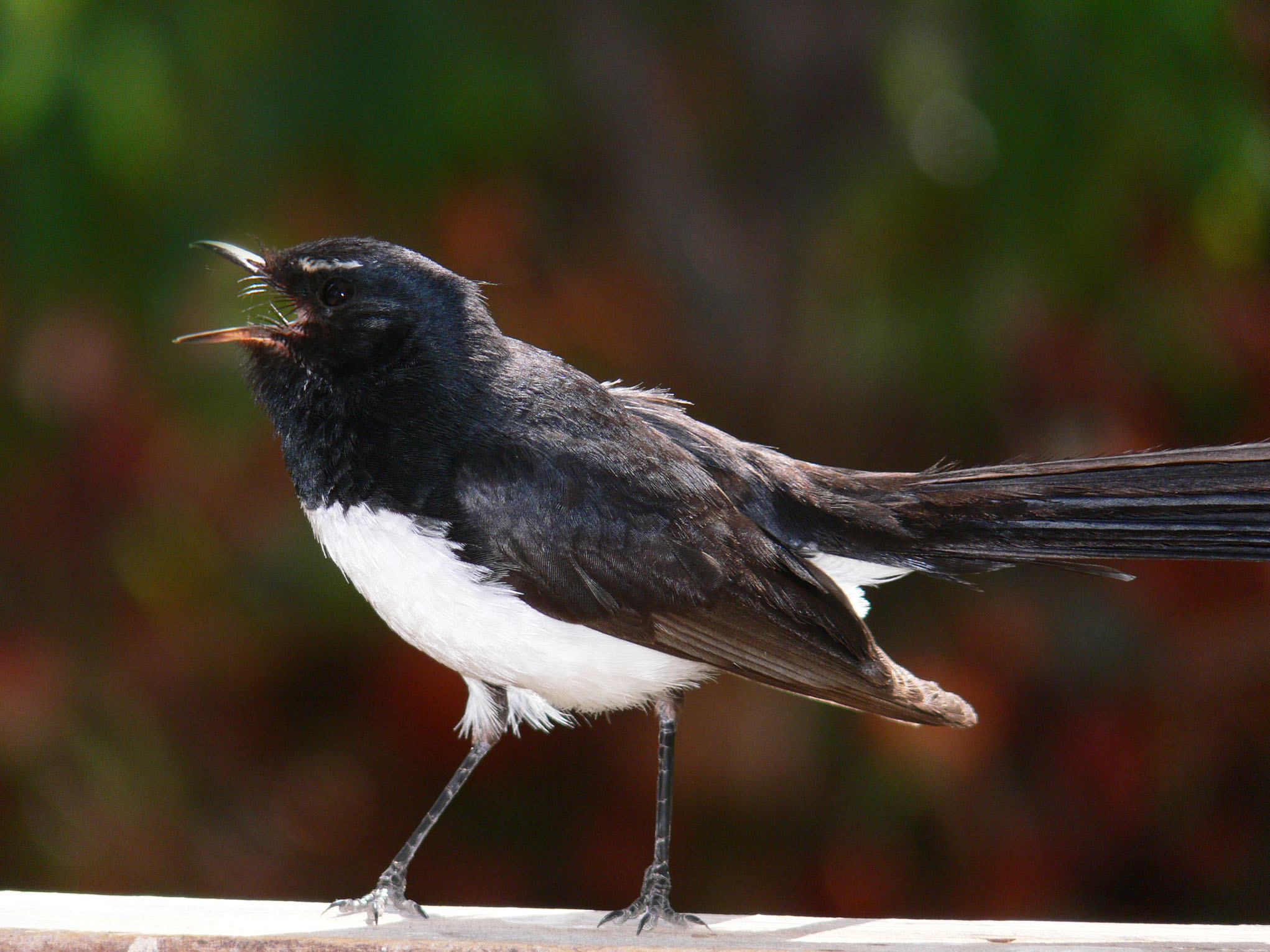
Чёрно-белая веерохвостка
Rhipidura leucophrys

- Rhipidura phoenicura S. Müller, 1843 — Рыжепоясничная веерохвостка
- Rhipidura rennelliana Mayr, 1931 — Веерохвостка Реннелла
- Rhipidura rufidorsa A. B. Meyer, 1874 — Серогрудая веерохвостка
- Rhipidura rufifrons (Latham, 1801) — Краснолобая веерохвостка
- Rhipidura rufiventris (Vieillot, 1818) — Веерохвостка-вдовушка
- Rhipidura rufofronta Ramsay, EP, 1879
- Rhipidura samarensis (Steere, 1890)
- Rhipidura sauli Bourns & Worcester, 1894
- Rhipidura semicollaris Müller, S, 1843
- Rhipidura semirubra P. L. Sclater, 1877
- Rhipidura spilodera Gray, GR, 1870
- Rhipidura sulaensis Neumann, 1939
- Rhipidura superciliaris (Sharpe, 1877) — Синеспинная веерохвостка
- Rhipidura superflua Hartert, 1899 — Буруанская веерохвостка
- Rhipidura tenebrosa Ramsay, 1882 — Тёмная веерохвостка
- Rhipidura teysmanni Büttikofer, 1892 — Целебесская веерохвостка
- Rhipidura threnothorax S. Müller, 1843 — Пестрогрудая веерохвостка
- Rhipidura torrida Marie, 1870
- Rhipidura verreauxi Wallace, 1865
- Rhipidura versicolor Hartlaub & Finsch, 1872

Ранее входившая в род золотобрюхая веерохвостка вместе с ещё 3 родами на основе молекулярных филогенетических исследований выделена в отдельное семейство стеностировых.